# Lisztomania
Lisztomania és una pel·lícula britànica realitzada per Ken Russell, estrenada l'any 1975.

## Argument
La pel·lícula retrata a Liszt (Daltrey) com la primera estrella de rock (té fans, escàndols i groupies). Comença quan, després d'un recital, rep la invitació de la princesa Caroline de Sant Petersburg (Kestelman), i inicia una relació amb aquesta, deixant enrere la seva esposa Marie d'Agoult i als seus fills. Una vegada que el papa (Starr) impedeix el nou matrimoni, Liszt es converteix en abat, i rep una missió: exorcitzar el seu amic i espòs de la seva filla Cosima, Richard Wagner (Nicholas).

## Repartiment
- Roger Daltrey: Franz Liszt
- Sara Kestelman: Carolyne de Sayn-Wittgenstein
- Paul Nicholas: Richard Wagner
- Ringo Starr: el papa
- Rick Wakeman: Thor
- John Justin: Conta de Agoult
- Fiona Lewis: Marie d'Agoult
- Veronica Quilligan: Cosima Wagner
- Nell Campbell: Olga Janina
- Imogen Clara: George Sand
- Murray Melvin: Hector Berlioz
- Andrew Faulds: Johann Strauss II
- Aubrey Morris: Manager
- Kenneth Colley: Frédéric Chopin

## Al voltant de la pel·lícula
Russell es va proposar personificar el bé i el mal en la música. Liszt representa el bé: un compositor inspirat, només interessat en la seva música. D'altra banda, Wagner encarna el mal, ja que el mostra plagiant la música de Liszt i el vincula amb el nazisme.
En aquest sentit, el film resulta més relacionat amb la vida de Wagner que amb la vida de Liszt, ja que en el film es mostra l'enfrontament entre l'Església Catòlica i Wagner (el compositor practicava la seva pròpia religió, i en la pel·lícula el ridiculitza adorant la figura de Superman). En Lisztomania el retrata com la gènesi del nazisme (en morir, es reencarna en un zombi nazi), això es deu al fet que Wagner era antisemita i al fet que, anys després, Hitler expressaria la seva admiració pel compositor.